# Wilson Fernando Kuhn Minucci
Wilson Fernando Kuhn Minucci (Presidente Prudente, 14 febbraio 1969) è un ex cestista brasiliano.

## Carriera
Con il Brasile ha disputato due edizioni dei Giochi olimpici (Barcellona 1992, Atlanta 1996), due dei Campionati mondiali (1990, 1994) e tre dei Campionati americani (1992, 1993, 1995).